# Thành Sơn, Khánh Sơn
Thành Sơn là một xã thuộc huyện Khánh Sơn, tỉnh Khánh Hòa, Việt Nam.
Xã Thành Sơn có diện tích 73,42 km², dân số năm 1999 là 1629 người, mật độ dân số đạt 22 người/km².